# Гнеј Корнелије Сципион Калвус
Гнеј Корнелије Сципион Калв (око 265. п. н. е. до 211. п. н. е.) је био римски војсковођа и конзул. Заједно са Марком Клаудијем Марцелом заслужан је за заузимање Медиоланума и покоравање Инсубра 222. п. н. е. Заједно са својим братом Публијем Корнелијем Сципионом успешно се током Другога пунскога рата борио против Картагињана на Иберијском полуострву од 218. п. н. е. до 211. п. н. е. Успели су да створе мрежу савеза са иберским племенима и да сабију картагињанске поседе само на југ Иберије око реке Бетис (Гвадалкивир). Својом активношћу браћа Сципиони спречили су да Ханибал добија појачања из Иберије. Браћа Сципиони погинули су у бици на горњем Бетису 211. п. н. е.

## Сципиони
Гнејев деда је Луције Корнелије Сципион Барбат, који је био конзул 298. п. н. е. за време Трећега самнитскога рата. Његов отац је био Луције Корнелије Сципион, конзул 259. п. н. е. Гнеј је старији брат Публија Корнелија Сципиона, конзула 218. п. н. е. и оца Сципиона Афричкога. Гнејев син је Публије Корнелије Сципион Насика, конзул 191. п. н. е. Надимак Калв (ћелави) Гнеј је добио да би се разликовао од стрица Гнеја Корнелија Сципиона Асине, конзула током Првога пунскога рата.

## Рат са Галима 222. п. н. е.
По први пут је изабран за конзула 222. п. н. е. заједно са Марком Клаудијем Марцелом. Добили су задатак да се боре против Гала. Римљани су 225. п. н. е. победили велкику галску војску у бици код Теламона. Рат са Галима избио је због галсих сумњи у империјалистичке намере Рима и римску намеру да истера Гале из Падске низије. Током 224. п. н. е. римска војска је потпуно поразила галско племе Боја. Гај Фламиније је 223. п. н. е. победио галско племе Инсубра. Током 222. п. н. е. Инсубри су тражили мировни споразум са Римом, али два конзула Марцел и Гнеј Корнелије Сципион су била против мировнога споразума са њима. Инсубри су онда били присиљени да унајме 30.000 Гесата. Два конзула су напала Инсубре и продрли су све до добро утврђенога града Ацере, северно од реке По. Опсели су Ацере, а због повољнога положаја римске војске Инсубри нису могли да помогну опседнутима. Гали су онда прешли реку По и опсели су Кластидиј, са циљем да римска војска дигне опсаду Ацере.

## Освајање Медиоланума и покоравање Инсубра
Гнеј Корнелије Сципион је са тешком пешадијом и трећином коњице наставио да опседа Ацере, а Марко Клаудије Марцел је са већином коњице и лаком пешадијом кренуо да ослободи Кластидиј опсаде. Гали су изашли усусрет Марцелу и дошло је до битке код Кластидија у којој је римска војска победила. За то време Сципион је заузео Ацере. Ту је запленио велику количину жита. Након заузимања Ацере Сципион је гањао поражене Гале све до Медиоланума (Милана), најважнијега и највећега града Инсубра. Инсубри су се престројили крај Медиоланума, па су напали Сципионову војску док се враћала према Ацери. Том приликом убили су много римских војника. Плутарх и Полибије дају нешто различиту верзију истога догађаја, али изгеда да је до доласка Марцелове војске Гнеј Корнелије Сципион опседао Медиоланум, а сам је био под опсадом Гала. Доласком Марка Клаудија Марцела ситуација крај Медиоланума изменила се у римску корист. Гесате су тада сазнале за погибију свога краља Виридомара крај Кластидија, па су се због тога пувукли преко Алпи, а Инсубри су остали без савезника. Сципион и Марцел су онда заузели Медиоланум, а Инсубри су се предали Римљанима.

## Легат у братовој војсци
Када је избио Други пунски рат 218. п. н. е. Гнејев брат Публије Корнелије Сципион изабран је за конзула. Најпре је служио као легат у војсци свога брата. Публије је као провинцију добио Иберију. Кренуо је са 2 римске легије, 15.000 савезничких војника и 60 бродова из Писе у савезнички град Масилију (данашњи Марсељ), где је сазнао да је Ханибал тада већ прешао Пиринеје. Ханибал је победио римске савезнике Волке на Рони и након преласка реке кренуо северније према Алпима избегавајући сукоб Сципионовом војском. Публије Корнелије Сципион је одлучио да се врати у Италију и сачека Ханибала при силаску у Падску низију. Пошто је већ у Италији било довољно војске Публије је своју војску предао брату Гнеју Корнелију Сципиону Калву и наредио му је да иде на Иберијско полуострво.

## Заузимање подручја северно од реке Ебро
Гнеј Корнелије Сципион је кренуо из Масилије и искрцао се са 20.000 пешака, 2.200 коњаника и 60 пентера код Емпорије, грчкога града на обали Иберије. Грчки градови Емпорија и Тарако дочекали су Римљане са добродошлицом. Гнеј Корнелије Сципион је након тога кренуо дуж обале и неки градови су му се предавали, а неке је морао да опседа. Након освајања обалскога појаса окупио је значајну војску иберских савезника и онда је освојио или придобио многе градове у унутрашњости. Ханибал је након одласка из Иберије оставио Ханона као гувернера новоосвојених области северно од реке Ебро. Јужно од Ебра командовао је Хаздрубал Барка. Ханон је био узнемирен преласком домаћега становништва на страну Римљана, па је напао Римљане јужно од Тарака, код Кисе. Није сачекао долазак Хаздрубалове војске, јер је већ био нестрпљив због преласка Ибера на страну Римљана. С друге стране Сципиону је одговарало да се обрачуна најпре са Ханоном пре него што стигне Хаздрубал Барка. У бици код Кисе 218. п. н. е. Гнеј Корнелије је победио Ханона и његову војску, па је овладао подручјем северно од реке Ебро.

## Битка на Ебру
Хаздрубал Барка је стигао прекасно када је битка код Кисе већ била окончана. Међутим побио је много римских морнара раштрканих по пољима око Тарака. Током зиме Хаздрубал је побунио Илергете против Римљана, па је Сципион морао да ратује са њима и коначно их покори. Након тога покоравао је Аусетане и остала племена. Током зиме 218/217. п. н. е. Хаздрубал Барка је поред постојећих 40 бродова опремио 10 нових бродова и обучио је нове посаде, па је кренуо у поход на римске територије северно од Ебра. Хаздрубал је командовао копненом војском, а Хамилкар је командовао флотом од 40 бродова. Гнеј Корнелије Сципион се бојао да је картагињанска копнена војска бројнија од његове војске, па се због тога одлучио за поморску битку. Имао је 35 римских бродова, а грчки савезник Масилија послао му је 20 бродова. Сципион је победио у поморској бици на Ебру 217. п. н. е. Картагињани су изгубили 29 бродова и контролу над морем око Иберије.

## Браћа Сципиони успешно ратују
Публије Корнелије Сципион је дошао у Иберију са 30 бродова и 8.000 војника и са инструкцијама да спречавају да Ханибал добија помоћ из Иберије. Браћа Сципиони заједнчки су делили заповедништво у Иберији. Нападали су картагињанске делове Иберије и Балеарска острва. Регрутовали су помоћне трупе из иберских племена. Учвршћивали су своје поседе северно од реке Ебро. Савезничка иберска племена су охрабривали да нападају иберска племена лојална Картагињанима. Хаздрубал Барка је 215. п. н. е. кренуо у поход, али Сципиони су га победили у бици код Дертосе. Пораз код Дертосе спречио је Хаздрубала Барку да пошаље помоћ Ханибалу у критичном тренутку рата на Апенинском полуострву.

## Територијално ширење до горњега тока Гвадалкивира
И након тога наставили су са својом политиком потчињавања иберских племена и напада на картагињанске поседе. Публије Корнелије Сципион је током 214. п. н. е. нападао све до Сагунта. Сципиони нису добијали појачања из Италије, јер су Римљани били у веома тешком положају на Апенининма. Хаздрубалу Барки су стигла појачања. Стигле су две војске, једна под командом Магона Барке, а друга под командом Хаздрубала Гискона. Те војске водиле су неколико неодлучних битака са Сципионима у периоду 215-211. п. н. е. Сципиони су наговорили нумиђанскога краља Сифакса, да се 213. п. н. е. побуни и започне рат са Картагињанима. Хаздрубал Барка је због тога отишао у Африку, где је 213/212. п. н. е. угушио Сифаксову побуну. Браћа Сципиони су до 212. п. н. е. заузели Кастулу у горњем току Бетиса ( Гвадалкивира ) и Сагунт. Хаздрубал Барка се вратио 212. п. н. е. са 3.000 Нумиђана под командом Масинисе.

## Публијева погибија
Браћа Сципиони унајмили су 20.000 келтиберских најамника као појачање својој војсци од 30.000 пешака и 3.000 коњаника. Картагињанске снаге су биле раздвојене на три дела, па су и браћа Сципиони одлучили да раздвоје своје снаге. Публије Корнелије Сципион је одлучио да са 20.000 војника нападне Магона Барку крај Кастуле. Гнеј Корнелије Сципион је са мањом војском од 10.000 војника и келтиберским најамницима требало да нападне Хаздрубала Барку. Хаздрубал Барка је наредио Хаздрубалу Гискону, Масиниси и иберском поглавици Андобалу да помогну Магону крај Кастула. Нумиђанска коњица је непрекидно узнемиравала и нападала Публијеву војску током његовога приближавања Кастулу. Када је сазнао да се иза његових леђа налази 7.500 Келтибера под командом Андобала Публије је због могућега опкољавања променио план, па је одлучио да уместо Магона нападне Андобала. Крећући се целу ноћ 18.000 римских војника изненадило је Андобала. Ипак, Келтибери су успели да задрже Римљане довољно дуго, до доласка нумиђанске коњице, када су се изједначиле снаге. Долазак Магона Барке и Хаздрубала Гискона потпуно је преокренуо однос снага, па се римска војска разбежала. Публије Корнелије Сципион и већина његових пријатеља је тада погинула.

## Гнејеве погибија
Гнеј Корнелије Сципион је изгубио предност због прелаза најамника у противничку војску. Иако није знао за Публијеву погибију Гнеј је након доласка војске Магона Барке и Хаздрубала Гискона одлучио да се повуче према северној Иберији. Римљани су да заварају непријатеља у свом логору оставили упаљене ватре, па су се преко ноћи повукли према Ебру. Међутим, током следећега дана открили су их Нумиђани и почели да их нападају. Римљани су се онда склонили да преноће на једном брду крај Илорке. Током ноћи стигла је главнина картагињанске војске, тј снаге Хаздрубала Барке, Хаздрубала Гискона и Магона Барке. Терен на коме су се налазили Римљани био је стеновит, па нису могли да се укопају. Уместо тога оградили су дефанзивни зид од свога пртљага и од седала. Картагињани су их лако прегазили, уништили су им већину војске, а у бици је погинуо и Гнеј Корнелије Сципион. Ливије и Апијан помињу и верзију по којој је Гнеј побегао до једне тврђаве, коју су Картагињани потпалили, па је ту погинуо. Размак између две битке био је 29 дана.